# Associação de Voleibol de Singapura
A Associação de Voleibol de Singapura  (em inglêsː Volleyball Association of Singapore,VAS) é  uma organização fundada em 1965 que governa a pratica de voleibol em Singapura, sendo membro da Federação Internacional de Voleibol e da Confederação Asiática de Voleibol, a entidade é responsável por  organizar  os campeonatos nacionais de  voleibol masculino e feminino no país.